# Cat (Unix)
cat (ang. concatenate, łączyć) – polecenie systemu Unix służące do łączenia plików (np. podzielonych komendą split) oraz kierowania zawartości plików na standardowe wyjście – wyświetlania ich na ekranie. Funkcja wyświetlania zawartości plików jest jednak znacznie częściej wykorzystywana niż funkcja ich łączenia. W poleceniu tym jako parametrów najczęściej używa się plików tekstowych, rzadko binarnych.
Autorami wersji GNU programu są Torbjorn Granlund oraz Richard Stallman.

## Specyfikacja
Norma Single UNIX Specification określa zachowanie programu: zawartość każdego z plików podanych jako argumenty zostanie wyświetlona na standardowym wyjściu zgodnie z kolejnością ich wpisania.
Jeżeli plik wejściowy zostanie określony jako -, to program cat w momencie przetwarzania opcji odczyta dane ze standardowego wejścia. Jeżeli nie poda się żadnych argumentów wejściowych, program również będzie odczytywał dane ze standardowego wejścia.

## Zastosowania
Wyświetlanie zawartości pliku lub kilku plików:
```
cat 
plik1
 [
plik2
 
plik3
 ..]
```

Łączenie zawartości kilku plików w jeden (korzystając z przekierowania standardowego strumienia wyjściowego do pliku):
```
cat 
plik1
 
plik2
 [
plik3
 ..] > 
plik_wynikowy
```

### Parametry
Zarówno w wersji BSD, jak i GNU (zawartej w coreutils) program cat zawiera następujące opcje:
| Argument GNU           | Argument BSD | Znaczenie                                                                                 |
| ---------------------- | ------------ | ----------------------------------------------------------------------------------------- |
| -b, --number-nonblank  |              | numeruje niepuste linie wyjściowe                                                         |
| -E                     | -e           | działa podobnie jak -v, dodatkowo wyświetla znak końca linii jako $                       |
| -n, --number           |              | numeruje linie wyjściowe                                                                  |
| -T                     | -t           | działa podobnie jak -v, dodatkowo wyświetla znaki tabulacji jako ^I                       |
| -s                     |              | zastępuje sąsiadujące puste wiersze jednym pustym wierszem                                |
| -v, --show-nonprinting |              | wyświetla białe znaki w widoczny sposób, wyłączając znaki tabulacji oraz znak końca linii |
W celu uzyskania dodatkowych informacji lub pomocy dla wersji cat z GNU coreutils należy wywołać program z opcjami --help lub --version

## zcat i bzcat
zcat jest programem działającym podobnie jak cat. Wyświetla zawartość skompresowanych, za pomocą programów gzip lub compress, plików na standardowe wyjście. Analogicznie działa program gzip wywołany z opcją -c. bzcat to analogiczny program dla plików skompresowanych za pomocą bzip2.